# Transkei Constitution Act
Der Transkei Constitution Act (Act No. 48 / 1963) ist ein Gesetz, das die Homelandpolitik Südafrikas grundsätzlich prägte. Es wurde vom Parlament der Republik Südafrika beschlossen, um die Gebiete der Transkei mit ihrem bisherigen Status als Reservat in ein Territorium der „Selbstverwaltung“ umzuwandeln. Der Transkei Constitution Act war ein Bestandteil der südafrikanischen Apartheidgesetzgebung. Die Transkei diente auf diese Weise als Modellfall für die beabsichtigte Unabhängigkeit weiterer Homelands.

## Vorbedingungen
Mit dem Bantu Authorities Act (Act No. 68 / 1951) (deutsch etwa: „Bantu-Behörden-Gesetz“) wurde in Rückgriff auf den Natives Administration Act von 1927 (deutsch etwa: „Eingeborenen-Verwaltungsgesetz“) die Selbstverwaltungsfunktion der Eingeborenenreservate unter Bezugnahme auf vermeintlich traditionelle Stammesstrukturen gestärkt. In der Praxis gewann jedoch die Politik nach dem Prinzip Indirect rule unter Ausnutzung des Ansehens und Einflusses der hierfür in Anspruch genommenen Chiefs (Häuptlinge) an maßgeblicher Bedeutung.
Der Promotion of Bantu Self-Government Act (Act No. 46 / 1959) (deutsch etwa: „Gesetz zur Förderung der Bantu-Selbstverwaltung“) schuf eine hierarchische Struktur lokaler Behörden für die meist ländlichen Wohngebiete der schwarzen Bevölkerung in den Reservaten, die nach Vorgaben und unter Kontrolle aus Pretoria Steuern erhoben, die Vergabe öffentlicher Aufträge steuern konnten und Kontingentlizenzen sowie Handelszertifikate erteilten. Auf der Grundlage dieses Gesetzes ernannte die Regierung acht Generalbevollmächtigte für die gleiche Anzahl von Reservaten, die zur „Selbstverwaltung“ vorgesehen waren. Sie waren in der Ausübung ihrer Aufgaben dem Ministerium für Bantu-Verwaltung, -Entwicklung, und -Erziehung unterstellt und vollzogen die dort konzipierten Entwicklungsvorhaben.

## Regionaler Geltungsbereich
Mit dem Transkei Constitution Act unterstellte man der mit diesem Gesetz erschaffenen Selbstverwaltungsadministration ein Areal im Umfang von 3,2 Prozent der Gesamtfläche Südafrikas. Die als Transkei bezeichnete Region umfasste Gebiete des früheren Britisch-Kaffraria zwischen der ehemaligen Provinz Natal und der ursprünglichen Kapkolonie.
Von den Bestimmungen des Transkei Constitution Act waren definierte Gebiete mit weißer Bevölkerung, wie Stadtteile, Städte oder Farmgebiete, ausgenommen. Diese Sonderregelung betraf die Distrikte von Elliot und Maclear sowie Mount Currie (bei Kokstad), ferner Gebiete in den Distrikten von Matatiele und Umzimkulu sowie die Enklave Port St. Johns.

## Konstitutionelle Struktur und Zuständigkeiten

### Gesetzgebende Versammlung
Mit dem Transkei Constitution Act entstand im Homeland eine neue, parlamentsähnliche Vertretung, die einige Merkmale ihres Vorläufers, dem sogenannten Bunga der Transkeian Territories, aufwies. Der signifikante Unterschied zwischen beiden Gremien lag im zahlenmäßigen Verhältnis zwischen den gewählten und den ex-officio-Mitgliedern. Im Bunga verfügten die vom Volk gewählten Mitglieder über eine normative Mehrheit, in der neuen Gesetzgebenden Versammlung hingegen nicht.
Das als Gesetzgebende Versammlung (Legislative assembly) bezeichnete Gremium im Homeland Transkei bestand aus 109 Mitgliedern, die jedoch durch die Art und Weise ihrer Mitgliedschaft sich aus zwei Gruppen zusammensetzte. Das waren einerseits 45 gewählte Mitglieder und andererseits 64 ex-officio-Mitglieder. Letztere Gruppe bildeten Chiefs, deren Ernennung zum ex-officio-Mitglied wie auch ihre Abberufung durch den Staatspräsidenten Südafrikas vorgenommen wurde. Die Legitimation der gewählten 45 Mitglieder erfolgte in 26 Stimmbezirken der Transkei von den dort ansässigen Bewohnern mit Wahlrecht. Dieses Wahlrecht besaß jede Person, die über 21 Jahre alt war und nicht zu einer Haftstrafe (ohne Option zur Geldstrafe) verurteilt worden war. Steuerzahlende Personen zwischen dem 18. und 21. Lebensjahr waren ebenfalls wahlberechtigt.
Die Gesetzgebende Versammlung besaß für die Kontrolle der auf den Sektoren Finanzen, Bildung, Justiz, Innenpolitik, Land- und Forstwirtschaft sowie das Straßenwesen sich vollziehenden Entwicklungen eine eng umrissene Zuständigkeit.
In der Hand der Südafrikanischen Regierung verblieben die Zuständigkeiten für die Einwanderung, den Sektor der Landesverteidigung, die Währung, Banken und Zölle, die internationalen Beziehungen, die innere Sicherheit, das Gesundheitswesen sowie das Post- und das Eisenbahnwesen. Im Jahre 1972 erhielt die Transkei-Regierung weitere Zuständigkeiten für die Ausgabe von Führerscheinen und Autozulassungen, für öffentliche Verkehrsmittel (ohne Eisenbahnen), die Gefängnisse, die Kontrolle öffentlicher Veranstaltungen, das Gesundheitswesen und den Tourismus. Die Übertragung der Zuständigkeiten einer eigenen Polizeibehörde wurde zu diesem Zeitpunkt von der weißen Regierung in Pretoria geplant.

### Regierung
Die Regierung der Transkei Authority wurde vom Chief Minister of Transkei geleitet und mittels eines geheimen Wahlverfahrens in der Gesetzgebenden Versammlung gewählt. Er übte Kraft Amtes zusätzlich die Funktion des Finanzministers aus. Die weiteren Kabinettressorts bildeten die Bereiche Landwirtschaft und Forsten, Inneres, Justiz, Straßen- und Wohnungsbau sowie Bildung.
Die Regierung der Transkei verfügte über keine staatliche Souveränität, handelte aber im Rahmen in den definierten Handlungsspielräumen dieses Gesetzes autonom. Insgesamt betrachtet handelte es sich jedoch um eine partielle Autonomie ohne regionale Gesamtverantwortung der Transkei-Behörden. Die Abberufung eines Ministers konnte nur mit einem begründeten Antrag vom Chief Minister des Homelands beim Präsidenten der Republik Südafrika in die Wege geleitet werden.

## Subjektive Zugehörigkeit
Nach den Regelungen des Transkei Constitution Act waren nur jene Personen „Bürger“ der Transkei, die auf deren Gebiet geboren wurden oder sich seit fünf Jahren vor Inkrafttreten des Gesetzes dort legal aufgehalten hatten. Ferner zählten alle außerhalb der Transkei lebenden Personen zu ihren „Bürgern,“ die einem dort ansässigen Stamm zugehörig waren (Mitglied oder Abkömmling von Stammesfamilien).

## Legislative Folgeentwicklungen
- Bantu Homelands Citizen Act (Act No. 26 / 1970) (deutsch etwa: „Bantu-Homeland-Bürgerschaftsgesetz“) der Republik Südafrika, traf vorbereitende Festlegungen, damit künftig jede in Südafrika lebende „schwarze“ Person zu einem Bürger in einem Homeland wird.
- Bantu Homelands Constitution Act (Act No. 21 / 1971) (deutsch etwa: „Bantu-Homeland-Errichtungsgesetz“) der Republik Südafrika, bestimmte die Phasen zur Erlangung der formalen „Unabhängigkeit“ bisheriger Homelands.
- Die Gesetzgebende Versammlung der Transkei fasste im März 1974 den Beschluss, die Regierung Südafrikas um Gewährung der vollen staatlichen Souveränität zu ersuchen.
- Republic of Transkei Constitution Act (Act No. 15 / 1975) (deutsch etwa: „Republik-Transkei-Verfassungsgesetz“) der Republik Südafrika.